# Строитель (футбольный клуб, Витебск)
«Строитель» — бывший белорусский футбольный клуб из Витебска.

## История
Клуб был основан в 1989 году под названием «Колос», представлял деревню Устье. До 1991 года выступал в чемпионате БССР. С 1992 года играл во второй лиге. В 1993 году «Колос» был переименован в «Строитель» и переехал в Витебск. В сезоне-1994/95 клуб финишировал последним во второй лиге и прекратил своё существование.

## Предыдущие названия
- 1989—1992: «Колос» (Устье)
- 1993: «Колос-Строитель» (Устье)
- 1993—1995: «Строитель» (Витебск)

## Достижения
- Лучшее достижение в второй лиге — 10-е место (1992/93)
- Четвертьфиналист Кубка Беларуси:1992

## Статистика выступлений
| Сезон   | Лига        | М  | И  | В | Н | П  | Голы  | Очки | Кубок         | Примечания                                   |
| ------- | ----------- | -- | -- | - | - | -- | ----- | ---- | ------------- | -------------------------------------------- |
| 1992    | Вторая (Д2) | 11 | 15 | 6 | 1 | 8  | 17-25 | 13   | Четвертьфинал |                                              |
| 1992/93 | Вторая (Д2) | 10 | 30 | 9 | 9 | 12 | 42-47 | 27   | 1/32 финала   |                                              |
| 1993/94 | Вторая (Д2) | 12 | 28 | 9 | 3 | 16 | 29-49 | 21   | 1/16 финала   |                                              |
| 1994/95 | Вторая (Д2) | 16 | 30 | 1 | 2 | 27 | 9-88  | 4    |               | Вылет в Третью лигу, окончание существования |

## Известные игроки
- Александр Мозговой